# Bramming Kommune
Bramming Kommune i Ribe Amt blev dannet ved kommunalreformen i 1970. Ved strukturreformen i 2007 valgte Bramming byråd at blive lagt sammen med Esbjerg Kommune efter at forhandlinger med Ribe Kommune var brudt sammen. Senere valgte Ribe byråd også at blive indlemmet i Esbjerg Kommune.

## Tidligere kommuner
Inden kommunalreformen foretog 3 sognekommuner en frivillig sammenlægning omkring Bramming:
| Kommune        | Folketal september 1965 | Byer             |
| -------------- | ----------------------- | ---------------- |
| Bramming       | 4.100                   | Bramming         |
| Darum          | 648                     | Store Darum      |
| Vester Nykirke | 656                     | En del af Endrup |
| I alt          | 5.722                   |                  |

Ved selve kommunalreformen blev Bramming Kommune udvidet med yderligere 3 sognekommuner:
| Kommune  | Folketal 1. januar 1970 | Byer                       |
| -------- | ----------------------- | -------------------------- |
| Bramming | 5.926                   |                            |
| Gørding  | 2.420                   | Gørding                    |
| Hunderup | 736                     | Hunderup                   |
| Vejrup   | 1.191                   | Vejrup og en del af Endrup |
| I alt    | 10.273                  |                            |

## Sogne
Bramming Kommune bestod af følgende sogne, alle fra Gørding Herred undtagen Vester Nykirke, der var fra Skast Herred:
- Bramming Sogn
- Darum Sogn
- Gørding Sogn
- Hunderup Sogn
- Vejrup Sogn
- Vester Nykirke Sogn

## Mandatfordeling
| 3 | 3 | 2 | 7 | 2 |

| 16 |

| 2 | 4 | 9 | 1 | 1 |

| 16 |

| 3 | 2 | 1 | 7 | 1 | 3 |

| 16 |

| 3 | 1 | 1 | 8 | 1 | 3 |

| 15 |

| 4 | 1 | 2 | 8 | 2 |

| 12 | 5 |

| 4 | 1 | 9 | 1 | 2 |

| 12 | 5 |

| 4 | 1 | 9 | 1 | 2 |

| 13 | 4 |

| 4 | 1 | 1 | 8 | 3 |

| 13 | 4 |

| 4 | 1 | 3 | 8 | 1 |

| 14 | 3 |

## Borgmestre[3]
| Navn                   | Parti                       | Periode   |
| ---------------------- | --------------------------- | --------- |
| E. Riber Bertelsen     | Det Konservative Folkeparti | 1970-1974 |
| Fred Boesen            | Venstre                     | 1974-1978 |
| Egon L. Lorentzen      | Venstre                     | 1978-2002 |
| Karl Kristian Knudtzen | Venstre                     | 2002-2006 |

## Rådhus
Bramming Rådhus på Sct Knuds Alle 7 blev et administrationscenter i Esbjerg Kommune, men i januar 2017 flyttede de sidste medarbejdere til Ribe, og i 2019 blev rådhuset revet ned for at give plads til at Bramming Boligforening kunne opføre 51 almene boliger.